# Vattaro
Vattaro (Vatàr in dialetto trentino) è una frazione di 1 202 abitanti del comune di Altopiano della Vigolana, in provincia di Trento. Fino al 31 dicembre 2015 ha costituito un comune autonomo.

## Geografia fisica

### Territorio
Vattaro è situato su un terrazzo morenico a 697 metri di altitudine, ai piedi del Doss del Bue e del massiccio della Vigolana.

### Clima
Nell'abitato di Pian dei Pradi è presente una stazione di rilevamento privata, i cui dati possono essere consultati on line.

## Storia
I ritrovamenti archeologici, non particolarmente abbondanti, ma significativi, attestano il popolamento dell’area dall'età del ferro.
Le prime notizie documentarie riguardanti i dintorni di Vattaro risalgono alla fine del XII-inizio XIII secolo d.C. e sono relative alle vicende militari che interessarono il castello di Vigolo Vattaro. La prima notizia di Vattaro risale invece al 1208, quando in un documento è menzionato un Martino figlio di Branco da Vattaro, che consegnò al principe vescovo di Trento beni che erano stati di sua proprietà, ricevendoli poi in feudo.

L’area era soggetta a poteri diversi: se dal punto di vista politico era inclusa nel principato vescovile di Trento, dal punto di vista ecclesiastico era soggetta alla diocesi di Feltre e tale rimase fino al 1785. Il territorio era anche incluso nella giurisdizione, "Pretura" della città di Trento.

Vecchio stemma comunale di Vattaro

Quel che rimane degli archivi comunali testimonia frequenti liti di confine tra le diverse comunità, ad esempio quella del 1381 tra Vattaro e Bosentino, che venne registrata su quasi venti metri di pergamena.
Il 4 maggio 1945 soldati tedeschi in ritirata uccisero 7 partigiani. L'eccidio di Vattaro è ricordato da una lapide.

### Simboli
Stemma
Lo stemma e il gonfalone del comune erano stati approvati con deliberazione della Giunta provinciale dell'8 aprile 1988, n. 3349.
Stemma
Lo stemma comunale riprendeva elementi di quello della famiglia Bortolazzi.
Probabilmente esisteva uno stemma più antico, che rimandava agli elementi caratteristici dell'economia locale. Uno stemma metallico con degli abeti e una mucca era infatti presente fino a pochi anni fa sull'edificio che un tempo ospitava la sede comunale e oggi ospita gli ambulatori medici.

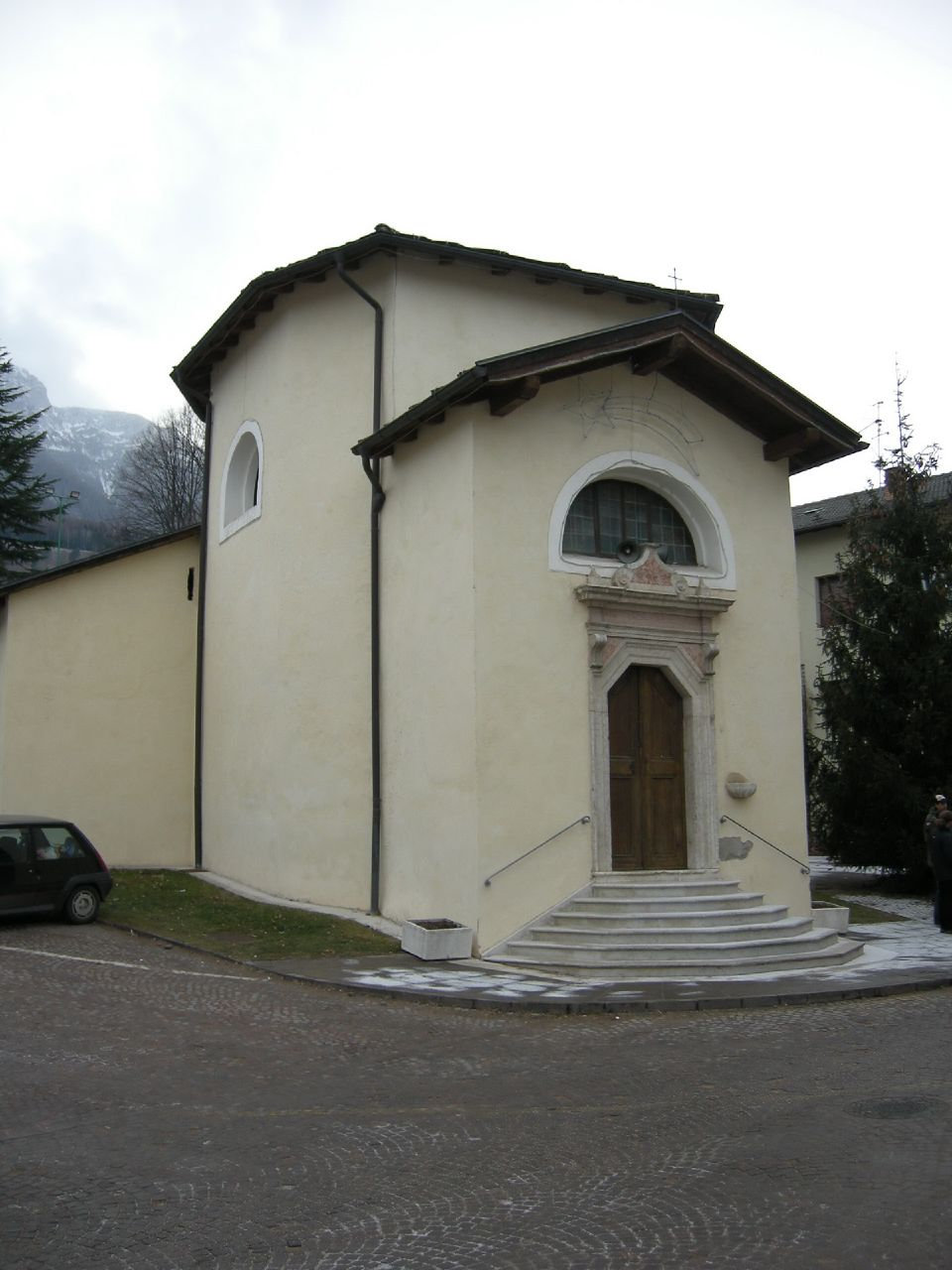
Chiesetta di San Rocco a Vattaro

Gonfalone

## Monumenti e luoghi d'interesse

### Architetture religiose
- La chiesa di San Martino: sorge ad est dell'abitato, un tempo in posizione molto decentrata. Una chiesa è documentata fin dal 1390, ma l'edificio medievale fu interamente ricostruito tra il 1547 e il 1585. L'attuale costruzione è il risultato di due successivi interventi di ristrutturazione e ampliamento risalenti al 1714-1736 (costruzione della volta e ampliamento del presbiterio) e al 1832-1836 (prolungamento della navata verso ovest e costruzione della facciata)[10].
- La chiesa di San Rocco, che sorge al centro del paese, è stata edificata tra il 1683 e il 1686 da Apollonio Somalvico di Brienno, su commissione della nobile famiglia locale dei Bortolazzi, a servizio della loro residenza estiva. È stata acquistata insieme a quest'ultima dal municipio di Vattaro nel 1920[11].
- La Cappella dell'Annunziata è stata eretta nel 1931. Sulla parete di fondo è presente un dipinto a tempera di Marco Bertoldi del 1993 che ha sostituito la decorazione preesistente, danneggiata dall'umidità[12].

### Architetture civili
Vattaro conserva un interessante centro storico dominato da Villa Bortolazzi, residenza estiva della ricca famiglia, caratterizzato all'esterno da una torricella cilindrica con giro di feritoie. Custodisce all'interno un importante ciclo di affreschi di Erasmo Antonio Obermüller (il "pistoiese") risalente ai primi anni del '700.

### Architetture militari
Sul dosso soprastante Vattaro doveva essere costruito nel corso dell''800 un forte militare collegato a quelli vicini (Forte Tenna, ad esempio). Tale struttura rimase allo stadio progettuale.
Durante il primo conflitto mondiale sul territorio vennero realizzate delle strutture a supporto del vicino fronte che correva sull'Altopiano di Folgaria; si conservano ad esempio i sostegni di una teleferica ad uso militare.

### Siti archeologici
Ritrovamenti archeologici di età romana e precedente hanno interessato l'intera zona e in particolare Bosentino. Di qui infatti passava la Via Claudia Augusta.

## Società

### Evoluzione demografica
Abitanti censiti

## Cultura

### Istruzione
Le strutture scolastiche, che precedentemente erano un asilo infantile e una scuola elementare gestite dall'Istituto Comprensivo di Vigolo Vattaro, sono state spostate al vicino paese di Bosentino per questioni di spazio.
La scuola elementare, dedicata allo scrittore Antonio Fogazzaro, è stata spostata nel 2011 nel vicino paese di Bosentino a causa dell'insufficienza degli spazi disponibili all'interno del Palazzo Bortolazzi, che la ospitava. Le ipotesi e i progetti relativi all'ampliamento dell'edificio storico o alla costruzione di un nuovo edificio occupano il dibattito politico locale da almeno una quindicina di anni.

### Biblioteche
È presente un punto di lettura gestito dalla Biblioteca Intercomunale.

### Teatro
È presente un teatro di proprietà comunale, con circa 150 posti a sedere.

## Geografia antropica

### Località
Oltre al centro abitato di Vattaro, nella frazione si trova anche la località di Pian dei Pradi, un centro abitato sviluppatosi a partire da un unico maso, Maso Pradi.

## Economia

### Turismo
Il paese ha goduto di una florida economia turistica, soprattutto come località di villeggiatura estiva degli abitanti della vicina città di Trento. Oggi questa tradizione continua grazie alla presenza di numerose strutture ricettive.

## Infrastrutture e trasporti
L'abitato è attraversato dalla strada statale che porta al Valico della Fricca.

## Amministrazione
Durante il ventennio fascista si ebbe l'accorpamento di Vattaro e Bosentino a Vigolo Vattaro, e di Centa San Nicolò a Caldonazzo, nel 1928; le singole entità amministrative furono poi ricostituite nel 1947.
Nel 1988 si ebbe un distacco di territori, che vennero aggregati al comune di Centa San Nicolò.
Il comune di Vattaro è stato soppresso il 31 dicembre 2015 per costituire, mediante fusione con i comuni limitrofi di Bosentino, Centa San Nicolò e Vigolo Vattaro, il nuovo comune di Altopiano della Vigolana.

## Sport

### Calcio
La principale squadra di calcio è il G.S.D. Vattaro che milita nel girone C trentino di 1ª Categoria.

### Impianti sportivi
Il paese è dotato di un campo da calcio con annessi spogliatoi e di un campo sintetico per calcio a 5, oltre che di un campo da tennis in cemento che si trova nella frazione di Pian dei Pradi. Sul territorio della frazione si trova anche un maneggio.
Molti i percorsi per camminata nordica, escursionismo, mountain biking e le ippovie inserite nel circuito dei "60 km della Vigolana".
Nel corso degli anni sono state smantellate diverse strutture sportive: uno skilift, due campi da tennis in terra battuta, un campo da pallavolo, una pista per lo sci d'erba.